# 衛星測位システム
衛星測位システム（えいせいそくいシステム、英: Satellite positioning, navigation and timing system または Satellite PNT system）や測位衛星システムとは、人工衛星の一種の航法衛星（navigation satellite）から発射される信号を用いて位置測定・航法・時刻配信を行うシステムをいう。海事・航空の分野では、衛星航法システム（英: Satellite Navigation System）や航法衛星システム（英: Navigation Satellite System, NSS）とも呼ぶ。
全球測位衛星システム（英: Global Navigation Satellite System, GNSS）や全地球測位衛星システムや全地球航法衛星システムや汎地球測位航法衛星システムとは、地球全体を網羅する衛星測位システムの事。米国のGPS、ロシアのGLONASS、欧州のガリレオ、中国の北斗がある。これらに加えて、インドのNavIC、日本のみちびきが携帯電話などでの位置測位に使われている。

## 概要
衛星測位システムは、測位衛星からの電波を受信し、位置を測定している。位置とは、地球上の位置であり、衛星のみを用いた単独測位では、衛星を基準点として、地球重心に対する位置を測定している。また、複数の観測地点もしくは既知の地上基準点を用いる用いる相対測位／リアルタイムキネマティック測位では、単独測位よりも大幅に測位精度が向上する。
日本では、国土地理院がGNSS連続観測システムの構成要素として、電子基準点を全国に約1,300点設置しており、得られたデータは、電子基準点データ提供サービスを通して、リアルタイムキネマティック測位等に用いられる。加えて、NTTドコモやソフトバンク等の民間企業も、独自の基準点を設置し、高精度の衛星測位サービスを提供している。
海空交通の分野では、衛星航法システムと呼ぶ。衛星航法とは、複数の航法衛星（人工衛星の一種）が航法信号を地上の不特定多数に向けて電波送信（放送）し、それを受信する受信機を用いる方式の航法（自己の位置や進路を知る仕組み・方法）を指す。システムは航法衛星群とそれらを管制する幾つかの地上局から構成される。衛星航法システムの草分けは軍用のトランシット (人工衛星) である。

### 用語
地理空間情報活用推進基本法（平成19年法律第63号）の第2条第4項に「衛星測位」が定義されている。これによれば「人工衛星から発射される信号を用いてする位置の決定 及び当該位置に係る時刻に関する情報の取得 並びにこれらに関連付けられた移動の経路等の情報の取得をいう」と規定されている。この規定に基づいて日本では「衛星測位システム」と呼ばれることが多い。
2011年（平成23年）4月からは国土地理院では全地球型のシステム（全地球航法衛星システム）を、GNSS（Global Navigation Satellite System）と呼称することになった。よく誤解されるが、GPSはあくまでも衛星測位システムの中の1つ（固有名詞）であり、一般の衛星測位システムそのものを指すものではない。また一般の航法衛星を指して「GPS衛星」と呼ぶことも誤用である。日本の政府文書や産業文書では、「測位衛星」と呼ばれている。
衛星航法のシステムを指す一般的な用語としては航法衛星システム（Navigation Satellite System, NSS）が用いられることがある。英語圏では、その衛星を航法衛星（navigation satellite）と呼ぶ。日本では衛星航法システム（Satellite Navigation System）も使用される。
また、衛星システムとは、人工衛星（宇宙セグメント）および地上系（管制セグメント）からなるもので、利用者セグメントは含まれないのが通常である。そのため、航法衛星システムには、利用者セグメントが含まれず、インフラ側のシステムを指している。
これに対して、衛星測位システムには、利用者セグメントが含まれている。2000年代以降、インフラ側は政府や特定企業が構築することが多くなり、産業上の責任を明確にするため、衛星システムと利用者セグメントを区別することが重要になってきた。衛星システムと利用者セグメントを合わせたものが衛星測位システムである。

### 全地球航法衛星システム
Global Navigation Satellite System (GNSS、全地球航法衛星システム) という用語が国際的に用いられている。
米国政府は、全地球航法衛星システム（A Global Navigation Satellite System of Systems）を特定地域向けの衛星系も含めた包括的システムと定義し、さらに下記のように分類している：
- 全地球を利用可能範囲とする衛星系を「全地球衛星系」(Global Constellation)
- 特定地域向けに限定したコンステレーションを持つ衛星系を「地域衛星系」(Regional Constellation)
- 衛星を用いて航法を補強するシステムを「衛星型補強系」(Satellite-Based Augmentation)

これは、QZSSが日本のGNSSである、とする日本の規定とも整合している（「地域衛星系」に属する）。
国土地理院が定める公共測量に係る作業規程の準則においては、従来の「GPS測量」の用語に代えて、2011年4月からは「GNSS測量」の用語を使用するように改訂された。
なお、Global を「全地球」よりも「全球」などと訳すべきとの異論が出ている。その理由は、globe/global の本義が「球」であり、その意味で Global Surveyer など火星や月の衛星型測量機の名称にも使用されているからである。

## 分類

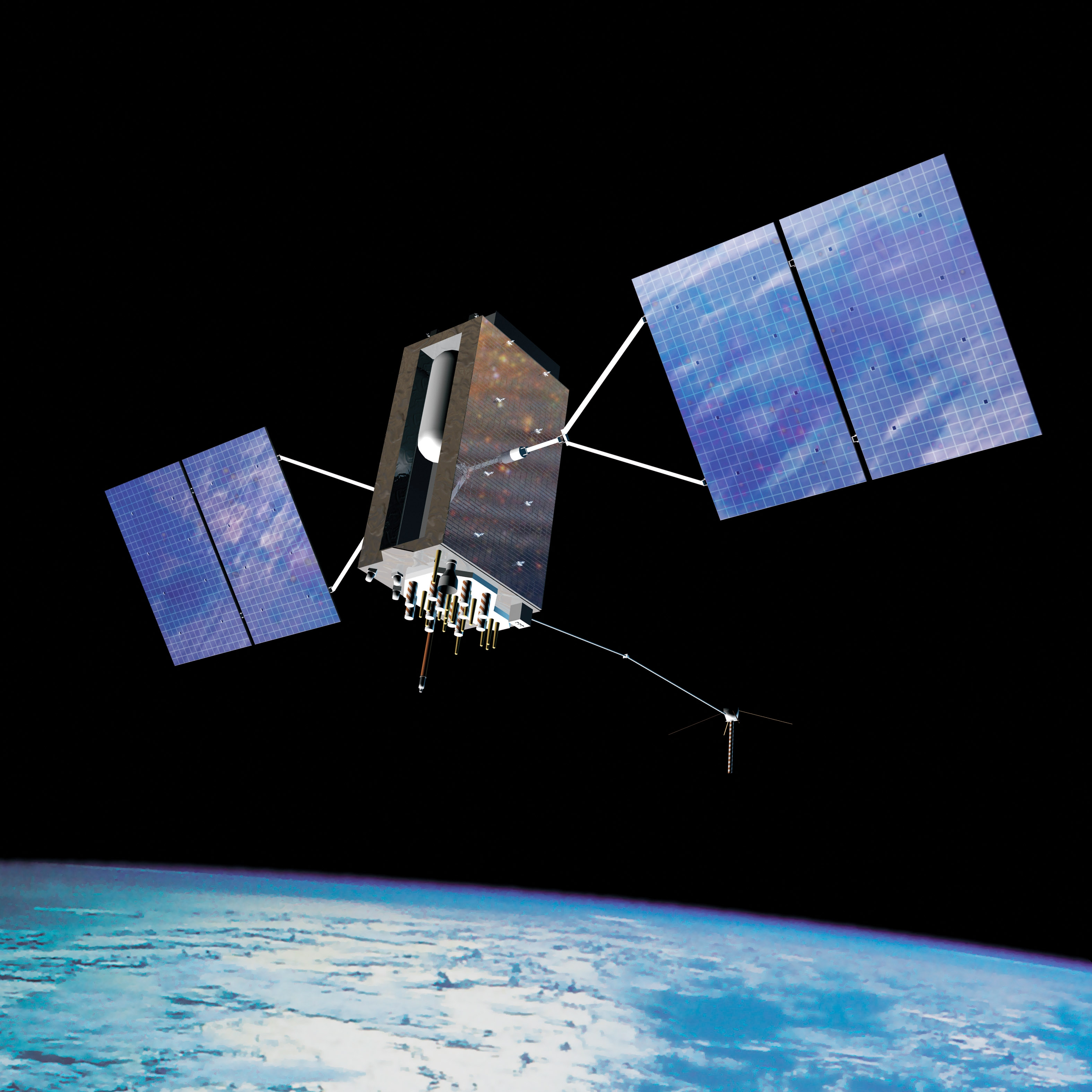
アメリカ軍が開発したGPSは世界初の全地球測位衛星システムであり、無料で提供されている

### 対象範囲による分類
対象範囲による分類は、米国の国務省や航空宇宙局(NASA)による分類、中国や欧州による分類の２つがあり、全世界的には統一されていない。米国は、GNSSのリーダーシップをとる政策をかかげて、前述のとおり、GNSSを1つのシステム・オブ・システムズとよんでいる。これに対して、中国や欧州は、GNSSとは、GPS・GLONASS・Galileo・BDS の４つとし、常に複数形を用いている。
なお国際標準規格（ISO）は、GNSSは、Global Navigation Satellite System としており、複数形ではない。
GNSS を GPS・GLONASS・Galileo・BDS の4つとし、特定地域向けのシステムを「地域航法衛星システム」(RNSS) と呼ぶ立場からすると「日本の準天頂衛星システムは、GNSS ではない」ことになる。これにより、数多くの重要な国際文書や規定において、準天頂衛星システムが GNSS から除外されている。日本国内の多くのサイトや技術資料においても、準天頂衛星システムを RNSS と記載しているものがある。
ここで、RNSS (地域航法衛星システム）という用語は、ITU の国際標準において、RNSS は RadioNavigation Satellite System と規定されており、この規定と矛盾している。また、航空分野も ICAO 条約に基づき、SBAS は GNSS の一部と位置づけられている。
インドのモディ首相は、2016年4月に航法衛星システムに関して IRNSS : Indian Regional Navigation Satellite System と呼んでいたものを NavIC : Navigation Indian Constellation と変更すると発表した。つまり「インドの RNSS」 と呼んでいたのを「インドの Constellation」と変更した。しかし、ISRO等では IRNSS という名称を使用している。
日本では、産業輸出団体が問合せを受け、日本の航法衛星を Regional Navigation Satellite System と呼ばずに米国務省と同一の表現とし、既存の文書における記載を修正するのがよいことの指摘があった。この動向は、2018年にワッセナー・アレンジメントにおけるGNSSに関する文書案が、電子・電機業界に回覧されたことに端を発したもので、2018年5月以降の関連業界の会合で問題となり、GNSSに関する文書案に反対がある。

### 軌道による分類
全地球衛星系では、地球上空の中軌道すなわち地上高度2万 km前後の赤道面に対して55度から65度ほどの傾斜を持ったほぼ円形の3つや6つなどの軌道状に等間隔になるよう衛星が配置されている。地域コンステレーションでは、赤道を中心とする8の字状の軌道や静止軌道が活用されている。

## 機能
代表的な機能は、衛星航法システムの電波を受信することで地表面上や空中で自らの位置を知ることであるが、それ以外にも幾つかの機能が実現できる。

### 一般的な機能
- 位置決定
  - 実時間位置決定（航法）
  - 高精度位置決定（測量）
- 速度決定（航法）
- 姿勢決定（航法）
- 時刻同期[22]

### 特殊な機能・利用法
すべての衛星航法システムに備わっているのではないが、以下のような特殊な機能を持つシステムがある。
- ディファレンシャル測位
- 大気観測[22]

## システム構成

宇宙セグメントであるGPS衛星の軌道アニメーション（慣性系）。数字は北緯45度（北海道付近）から同時受信可能な衛星数

衛星測位システムは、利用者セグメント、宇宙セグメント、地上管制セグメントからなる。
- これに対して、航法衛星システムや測位衛星システムという時は、宇宙セグメントと地上管制セグメントからなるシステムを指す。

利用者セグメントは、主に利用者受信機である。宇宙セグメントは、主に航法衛星である。地上管制セグメントは、主に地上局／地上施設である。

### 利用者受信機
利用者受信機は、複数の航法衛星から電波で送信された航法信号を受信し、その送信時刻を測定する。この測定は、擬似ランダム雑音 (Pseudo Random Noise; PRN) 変調信号の特性を用いて行う。
また航法衛星の天体暦（軌道）の情報を受信し、これにより送信時刻における航法衛星の座標が求められる。

慣性系における光円錐（頂点は緑色の点）と交点（橙色の点）。この図では縦軸が時間軸。空間は２次元で示されているので、３つの光円錐により交点の測位解が求められる。

受信機内での測位計算
利用者受信機の座標及び受信時刻（合わせて4つの未知変数：{\displaystyle \,x,y,z,t}）の解は、慣性系を仮定し、各航法衛星の時空点座標を頂点とする光円錐（4つ以上が必要）の交点となる。
すなわち次の連立方程式の解となる。ここでは用いる航法衛星数を4機とし、航法衛星{\displaystyle \,i\ (=1,2,3,4)}の信号送信時刻{\displaystyle \,t_{i}}、その座標{\displaystyle \,x_{i},y_{i},z_{i}}、光速{\displaystyle \,c} が与えられた値である。
{\displaystyle \left\{{\begin{aligned}&{\sqrt {(x-x_{1})^{2}+(y-y_{1})^{2}+(z-z_{1})^{2}}}-c(t-t_{1})=0\\&{\sqrt {(x-x_{2})^{2}+(y-y_{2})^{2}+(z-z_{2})^{2}}}-c(t-t_{2})=0\\&{\sqrt {(x-x_{3})^{2}+(y-y_{3})^{2}+(z-z_{3})^{2}}}-c(t-t_{3})=0\\&{\sqrt {(x-x_{4})^{2}+(y-y_{4})^{2}+(z-z_{4})^{2}}}-c(t-t_{4})=0\\\end{aligned}}\right.}
なお受信機内測定においては、信号の送受信時刻へは送信機（航法衛星）・受信機の時計誤差がバイアスとして加わる（{\displaystyle {\tilde {t}}_{i}=t_{i}+b_{i}}、{\displaystyle {\tilde {t}}=t+b}）。
受信機内で、{\displaystyle {\tilde {t}}-{\tilde {t}}_{i}}の値が測定により得られる（{\displaystyle {\tilde {t}}}は既知の値である）。
送信機バイアス値 {\displaystyle b_{i}} については、航法衛星から天体暦情報と同様に受信し、消去することで、 {\displaystyle t_{i}} を得る。
誤差
この送信時刻測定値の測定誤差は、通常10 ns 以下である。
また求められた航法衛星の座標の誤差は視線方向成分がほぼ1.5m以下。

### 航法衛星
地上で測位が可能とするためには、可視衛星（空中の見通せる範囲内の航法衛星）を4機以上必要とする。さらには、良好な測位精度を得るには、精度阻害の少ない可視衛星を4機以上必要とする。加えて測位精度は複数の可視衛星の見通し方向にも依存し、静止軌道のように赤道上に一直線に並んでいては良好な測位は行えず、できる限り互いに離れた位置関係が望ましい。このような要求を満たすために、全地球規模の測位を行うシステムでは合計20機以上の航法衛星を3つや4つの地上2万キロ程の軌道上に等間隔で配置されることが多いが、特定地域向けの測位用では1つの軌道上に数機だけのシステムも存在する。
航法衛星は原子時計を搭載し短中期的な時間揺らぎの少ない航法信号を生成し送信することができる。原子時計の中長期的ずれ（バイアス誤差）については、予測情報（およそ2時間毎に更新）として利用者へ伝え、利用者側で誤差の除去を行う。

### 地上局/地上施設
航法衛星を管制する地上局が1つ以上必要であり、全地球規模のシステムでは関連する地上施設等を合わせると10ヶ所前後の地上局を持つ。航法衛星の軌道を管理する施設の他に、衛星軌道を正確に測距する施設、基準となる時系を保持する施設、電離層監視施設、航法衛星の天体暦及び搭載する原子時計の中長期的バイアスの予測値を決定する施設、衛星へのメッセージ通信施設、そしてシステム全体を運用管理する施設が必要となり、これらのいくつかの施設は統合されていることが多い。
軌道の測距の際には衛星と受信機の立場を入れ替え、測位計算を行う。

## 衛星測位システムの一覧

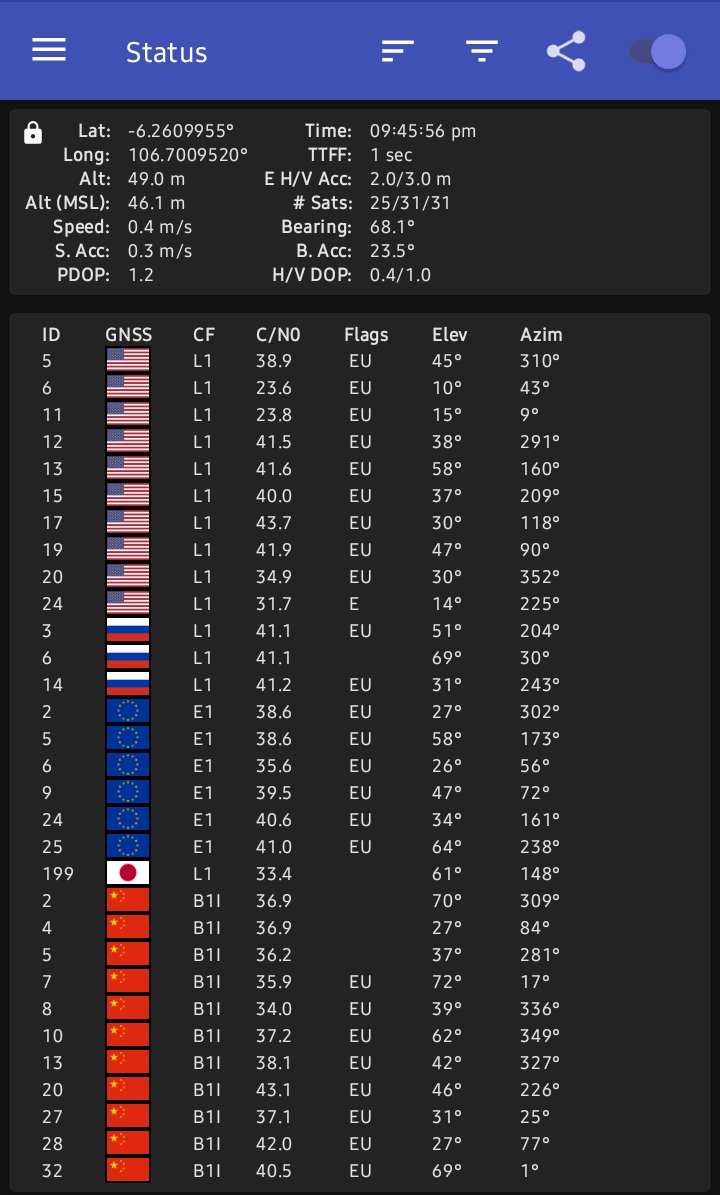
インドネシアの南タンゲランでスマートフォンに搭載された全地球衛星系衛星（GPS、GLONASS、Galileo、BDS）と地域衛星系（準天頂衛星システム）（2025年）

### 全地球衛星系
- GPS - 米国
- ガリレオ (Galileo) - 欧州連合
- GLONASS（グロナス） - ロシア連邦
- 北斗系統 (BDS) - 中国

各システムの現状については各項目を参照。

#### GPS
アメリカ合衆国のグローバル・ポジショニング・システム (GPS) は、最大32機の6種類の異なる軌道平面の中地球軌道衛星によって構成される。1978年から運用され、1994年に全地球上で常時使用できるようになった。GPSは、2010年代までは世界中で最も普及している衛星航法システムであり、マルチGNSSを採用した利用者受信機でも、"GPS"が衛星測位システムの代名詞的に総称される場合もある。
かつて米国には1996年にナビゲーションサービスを終了したトランシットがあった。
2000年代以降のGPSの近代化により2014年4月からはCNAVと呼ばれる新しいナビゲーションメッセージがL2C信号とL5信号を用いて送信されるようになった。また、2018年からは L1C信号の送信が始まった。2023年7月現在、L1C信号は6機、L2C信号は25機、L5信号は18機のGPS衛星からそれぞれ送信されている。L1C信号は2020年代後半までに、L5信号は2027年までに24機のGPS衛星で利用できる予定である。

#### Galileo
米国依存からの脱却のため、当時のヨーロッパ共同体とヨーロッパ宇宙機関は、2002年3月にガリレオと呼ばれる独自の全地球航法衛星システムを導入する事で合意した。当初、中華人民共和国も計画に参加していたが、後に離脱した。当初の予定では24億ポンドで30機の中地球軌道の衛星によって2010年から運用する予定とされた。GPSと共存性・相互運用性が確保される見込みである。
その後財源や事業体制などの課題により運用開始は2012年の予定になった。最初の実験衛星ジオベ衛星は、ロシアのソユーズロケットを用いて2005年12月28日に打ち上げられた。2016年12月25日、ようやく全地球サービス開始にこぎつけたと日本では報道された。2024年11月現在、25機のGalileo衛星が運用中である。
2023年1月にThe Galileo High Accuracy Service (HAS) が開始された。HASは 精密単独測位 による高精度測位サービスで水平精度は20cm以下（95％）であるとされている。

#### GLONASS
旧ソ連は米国との対抗上、GPSと同様のGLONASS(グロナス)を構築しようとしたが必要な衛星を全て打上げる前にソ連が崩壊してしまい、予算の縮小から衛星打ち上げが頓挫。一部の地域で部分的に運用されていた。ロシア連邦成立後に計画が再開され、2005年には再開後初の衛星を打ち上げ、2010年9月までに24基の衛星を打ち上げ、GLONASSは復旧した（24機中24機が運用中である。）。2011年には全世界で測位可能となり、現在は測位精度を高めるためにGLONASSとGPSを併用する受信機が登場している（GLONASS#受信機も参照）。2023年8月には新世代のGLONASS衛星（GLONASS-K2）が初めて打ち上げられた。

#### 北斗衛星導航系統
中国は、北斗系統 と呼ばれる地域衛星系を拡張し、2020年より全地球規模で測位できる。計画はBeiDou navigation System (BDS) と呼ばれる。BDS は30機の中軌道の衛星と5機の静止衛星から構成される。
2024年11月現在、BDSは44機の衛星で運用中である。内訳は北斗-2衛星が15機と北斗-3衛星が29機、衛星軌道別では、静止軌道（GEO) 7機、中軌道（MEO）27機、傾斜対地同期軌道（IGSO）10機である。
BDSはGalileoと同様に精密単独測位による高精度測位サービスを提供している。また、SBASについては試験中としている。

### 地域衛星系
- 準天頂衛星システム（QZSS, みちびき) - 日本
- インド地域航法衛星システム（NavIC）- インド

#### みちびき
4機の人工衛星からなりGPS等の位置情報を補正して高精度の測位を可能とする日本の準天頂衛星システム（Quasi-Zenith Satellite System, QZSS，みちびき）は、2018年度から運用が始まった。2025年度を目途に7機体制に拡張される予定である。
かつて、新衛星ビジネス株式会社が2002年（平成14年）に設立され、高速で移動する車輛の内部で精度25cmとされる測位精度を用いた各種事業が検討された。最初の人工衛星は、2008年（平成20年）に打ち上げられる予定であった。予算の都合で、通信・放送との複合機能衛星となっており、それらのサービスのシナジー効果が期待されていたが、採算性の面から2006年（平成18年）3月に放送・通信の事業化が断念され、純粋な測位衛星として利用されることになった（新衛星ビジネス社は2007年8月2日に解散し、財団法人衛星測位利用促進センターが、測位分野のみ継続）。
一方、政府による打ち上げの動きもあり、2005年（平成17年）の第44回衆議院議員総選挙の自由民主党マニフェスト「政権公約2005」の52項目にも「国家基盤としての衛星測位の確立と骨格的空間情報の整備」との記載があった。政府ではその後、内閣官房に測位・地理情報システム等推進会議が設置され、2006年（平成18年）3月には「準天頂衛星システム計画の推進に係る基本方針」を発表した。それによると、国家が衛星測位の重要性を認識し、民間の資金負担がないとしても、国家が衛星測位システムを整備することを宣言した。
2010年（平成22年）9月11日に、準天頂衛星の実用試験機として初号機QZS-1が打ち上げられた。2013年に初号機の運用が開始され、L1-SAIF信号を送出しており、高精度なSBAS（衛星航法補強システム）的利用が可能である。2017年に衛星3機が追加で打ち上げられ、2018年に4機体制でシステムを運用開始（2018年11月1日から正式運用開始）し、さらに2020年に初号機の後継1機を打ち上げた。2025年末までに衛星3機を追加して7機体制で運用する予定。

#### NavIC
NavIC（Navigation with Indian Constellation）は、インド政府の下でインド宇宙研究機関が運用している衛星航法システムである。2006年5月に政府は計画を承認して、2013年に運用を始めた。7機の航法衛星から構成される。7機の衛星は全て静止軌道から地域の地図情報を送信する。天候に関わらず7.6m以上の精度でインドとその周辺のおよそ1,500 kmの地域を網羅する。最終目標はインド全域で端末も全てインド製になる予定である。

### 衛星型補強系

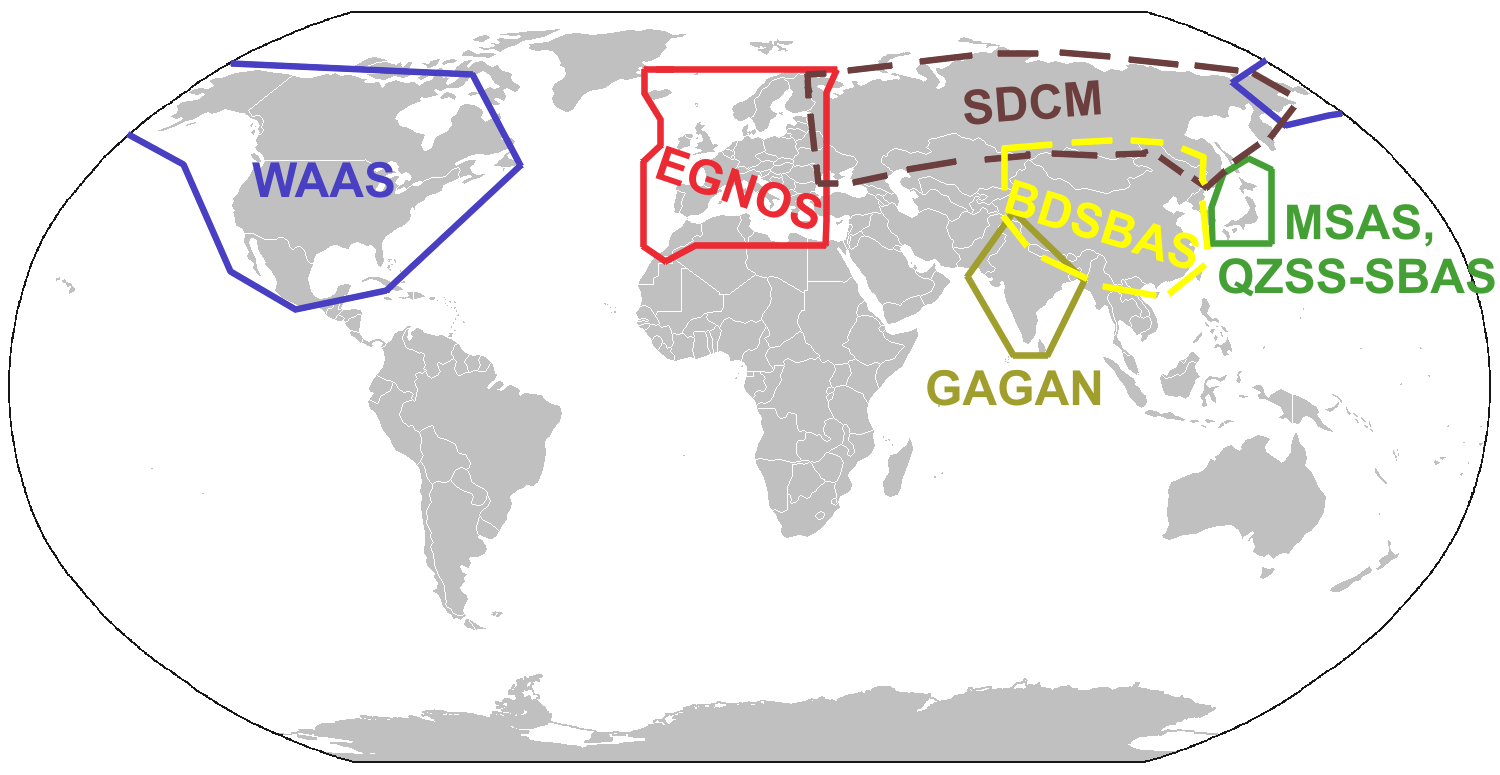
静止衛星型衛星航法補強システム (SBAS)

航空機での精度向上を当初目的として、衛星航法補強システム (SBAS: Satellite Based Augmentation System) が運用されている。
- WAAS
- MSAS（2020年3月末に運用終了し、みちびきに引き継がれた）
- EGNOS
- GAGAN
- SDCM（英語版）
- KASS
- BDSBAS（英語版）

また、次の地域においてSBASが計画されている。
- SACCSA（スペイン語版） - 中米、南米
- AFI - アフリカ
- MALAYSIA - マレーシアを中心とする東南アジア
- CWAAS - カナダ

民間企業による全地球測位補強サービス
- StarFire（英語版）
- OmniSTAR（英語版）

公共のディファレンシャル測位補強サービス
- Coast Guard NDGPS
- 海上保安庁 DGPS（2019年3月1日12:00に廃止された）
- EUPOS DGNSS
- WADGPS（英語版） - 韓国

### 衛星系の比較
2024年12月現在。
| システム       | 国         | 信号方式  | 軌道高度、軌道周期                            | 運用中の衛星数    | 周波数                                                                                                  |
| -------------- | ---------- | --------- | --------------------------------------------- | ----------------- | --- |
| GPS            | アメリカ   | CDMA      | 20,200 km 11h56m                              | 31機              | 1575.42 MHz（L1信号） 1227.6 MHz（L2信号） 1176.45 MHz（L5信号）                                        |
| ガリレオ       | 欧州連合   | CDMA      | 23,222 km 14.1h                               | 25機              | E1: 1575.420 MHz E6: 1278.750 MHz E5a: 1176.450 MHz E5b: 1207.140 MHz                                   |
| GLONASS        | ロシア連邦 | FDMA/CDMA | 19,100 km 11h15m44s                           | 24機              | 1602 MHz (G1) 1246 MHz (G2) 1202 MHz（G3)                                                               |
| 北斗系統 (BDS) | 中国       | CDMA      | 21,150 km 12.6h （他にGEO軌道、IGSO軌道あり） | 44機              | B1: 1561.098 MHz B2: 1207.140 MHz B3: 1268.520 MHz B1C: 1575.420 MHz B2a: 1176.450 MHz B2b: 1207.14 MHz |
| NavIC          | インド     | CDMA      | 35,700km （3機はGEO軌道）                     | 8機               | 1176.45 MHz（L5信号） 2498.028 MHz（S信号）                                                             |
| みちびき       | 日本       | CDMA      | 42,165 km 23h56m （1機はGEO軌道）             | 4機 (3機追加予定) | 1575.42 MHz（L1信号） 1227.6 MHz（L2信号） 1176.45 MHz（L5信号） 1278.75 MHz（L6信号） 2 GHz（S帯信号） |

## 技術

### 航法信号
衛星側から利用者側への情報の流れは、一般的には一方向の電波によるダウンリンクで実現されている。航法信号は、衛星メッセージとコードの2つを重ねて多重化したデジタルデータで搬送波を変調して生成される。このデジタルデータは衛星時刻と高度に同期している。
衛星メッセージ（データ層）
送信時刻や衛星軌道情報などが含まれる。
コード（コード層）
周期的に変調されたコードを受信側が航法信号から分別することによって、伝播時間の測定が行われる。
搬送波（物理層）
搬送波はC, S, Lのバンドが使用される。Cバンドがアップリンクに使用され、SバンドとLバンドが利用者への航法信号の搬送波に使用されているが、将来、Cバンドを航法信号への使用することも考えられている。
衛星メッセージはコードを排他的論理和 (Exclusive-Or) によって変調することで両者は多重化される。この多重化されたコードを元に搬送波がスペクトル拡散による変調を受けて送信すべき航法信号が生成される。
PRNによるコード生成
一般にはコードは擬似ランダム雑音 (Pseudo Random Noise; PRN) を使って生成される。擬似ランダム系列の信号は、開始位置の時刻を定めておけば、復調時にその生成時刻を知ることができる。

### 原子時計
航法衛星は航法信号生成の基準として原子時計を搭載している。航法衛星搭載の原子時計には、時計バイアスの短中期的変動予測が規定誤差内に収まる品質が求められ、宇宙空間で長期に亘る稼働を続ける信頼度が求められる。
一般に航法衛星には複数個の原子時計を搭載し、そのうちの1つを動作させるが、寿命等による信頼度低下が地上局での監視により限界を超えると判断された場合は停止させ、残りの原子時計の一つへ動作切り替えを行う。搭載している全ての原子時計が劣化した場合には、その航法衛星は退役とする。
米国のGPSでは衛星搭載原子時計の高い技術と運用実績を持ち、寿命限界の近くまで原子時計を動作させることも行われている反面、予期せず急速に劣化する事象への対処が遅れ、利用者への通知が遅れるトラブルも発生している。

### ディファレンシャル測位
ディファレンシャル測位もしくはディファレンシャルGNSS (DGNSS) と呼ばれる。各衛星からの航法信号送信時刻に関わる精度阻害の程度のうち、系統誤差に分類される要因（衛星の天体暦と原子時計の誤差及び大気遅延）によるものを合わせた寄与（和）はおよそ1から7mに相当する範囲にある。これを補正情報として利用者へ伝送すれば、測位計算の際に系統誤差だけは相殺でき正確な測位に近づけることができる。補正情報は、位置情報が既知である地上に固定された基準局受信機における各衛星の測定値を用いてほぼ実時間的に生成し利用者へ伝送する。陸域では誤差が1cm以下の高精度補正情報を基準局網から生成することが日本国内では既に行われている。なおランダム誤差については補正情報（ディファレンシャル測位）によっては除去できない。

## 誤差要因
測位の精度阻害の程度は、各阻害要因からの誤差の総和で決まってくる。誤差の統計的性質は系統誤差とランダム誤差とに分類される。ここでは単独測位の場合の各誤差要因を取り上げる。

### 受信機測定誤差
受信機は、航法衛星送信時刻を測定するが上記のような測定誤差を持つ。

#### マルチパス
航法信号は衛星のアンテナから受信機のアンテナまで直接到達することを前提に衛星航法システムは構築されているが、電波が地面や建物のような面に反射してから受信機のアンテナに到達するマルチパスが起きると、測定精度はさらに大きく低下する。カーナビのような移動体での大きな誤差の主な原因として考えられているが、個別に対処するだけであり容易に解決できない。マルチパスによる誤差はランダム誤差の性質を持つ。受信機及びアンテナの作りによっては、誤差の大きさは数十mを超える場合がある。
測量用に用いられる受信機及びアンテナではマルチパス誤差軽減の技術が進んでおり、ほぼ数m以下に軽減されている。しかし普及型の受信機及びアンテナではこのような技術の採用は困難とされている。

### 衛星クロック誤差
信号基準である衛星クロックの時刻ずれ（バイアス）は、その中長期的変動値の情報が航法衛星から送信され、利用者側で補正計算を施す。しかし、このバイアス補正値には多少の誤差が含まれ、また短期的変動については補正されない。最終的には、ほぼ確実に5 ns（距離に換算して1.5 m）以内にバイアスは補正される。

### 衛星軌道誤差
航法衛星から送信される、その天体暦（軌道座標）の情報には、多少の誤差が含まれる。これの誤差は視線方向成分がほぼ1.5m以下となる。

### 電離圏遅延誤差
大気の屈折率は大気中を伝播する衛星電波信号の伝播遅延を生じ、これを大気遅延と呼んでいる。衛星航法システムではおおよその推定値を利用者へ伝送し、利用者はこれを用いて大気遅延の影響を取り除く測位計算の処理をおこなう。また大気遅延の大きさは衛星視線方向が低仰角になるほど増大するが、この遅延量は通常は、天頂方向遅延に仰角依存性係数（傾斜係数）を乗じた形を用いてモデル化される。大気遅延の推定誤差は測位座標へ誤差を生じさせる。
この大気の屈折率を決める大きい要因は、大気を構成する気体中の電離電子の量である総電子数 (total electron content, TEC) であり、電離電子は主に電離圏及びプラズマ圏に存在する。電離電子に起因する伝播遅延を指して習慣上、電離圏遅延と呼んでいる（天頂方向ではおよそ2mから20mに相当する遅延となる）。TECは太陽黒点活動、季節変化、日変化、高度と位置による変化があり、これを高精度に推定することは容易ではない。GPSで利用者へ伝送される電離圏天頂遅延値の推測値に含まれる誤差は距離に換算しておおよそ1.5 m以下であるが、これを超えることもある。電離圏遅延の傾斜係数は仰角30度ではおよそ1.7、仰角20度ではおよそ2.1の値となる。

### 対流圏遅延誤差
中性大気とは大気中の電離電子を排除して考えた大気成分を言い、主に対流圏及び成層圏に存在する。この中性大気成分も屈折率を生ずる。中性大気に起因する衛星電波信号の伝播遅延を指して習慣上、対流圏遅延と呼んでいる（天頂方向ではおよそ2mに相当する伝播遅延となる）。
中性大気はさらに気体としての水（水蒸気）とそれ以外の気体成分とへ二分でき、湿潤成分及び乾燥成分と呼ばれる。対流圏遅延のうち湿潤成分による伝播遅延はおよそ10%以下であり（湿度：水蒸気分圧の寄与）、すなわち天頂方向遅延は0mから0.2mの範囲にある（したがって±0.1mの誤差）。利用者受信機においては乾燥成分に比べ湿潤成分の屈折率を高精度に推定することは容易ではなく、測位座標へ誤差を生じさせる。これらの対流圏遅延の傾斜係数は仰角30度ではおよそ2.0、仰角20度ではおよそ2.9の値となる。

### アンテナ位相中心の位置
受信アンテナの形状に応じてアンテナ平均位相中心が変わるため、精密な測量を行う場合には、キャリブレーションが必要になる。

## 安全保障に関する製品・技術の取引規制

### 安全保障輸出管理
ワッセナー・アレンジメントなど、旧ココム（対共産圏輸出統制委員会）規制を継承する安全保障輸出管理規制がある。
高度18,000 m (59,000 ft)以上、速度1,900km/h以上では大陸間弾道ミサイルのような用途への搭載を防ぐために輸出できない。
また、慣性航法装置を複合したGNSS測位端末は規制されている。

### 国際武器取引規則
米国製の武器関連品目・技術の取引を規制する米国の行政規則の一つで、国務省の武器取引管理局が所管している。

## コンステレーションの統合運用
現代では、全地球コンステレーションとして、米国のGPS、ロシアのGLONASS、欧州のガリレオ、中国の北斗の4つがあり、地域コンステレーションとしてインドのNavIC、日本のみちびきの合計6システム百数十機の航法衛星がグローバルに利用されていて、スマートフォンやスマートウォッチなども対応している。2010年頃までは日本では米国のGPSしか利用できなかった。利用者側の立場から考えれば、米国のGPSに限らず複数の航法衛星システムを1つの安価な受信機で測位に使用できていて可用性や利便性や冗長性が向上している。具体的には、空が開けていない場所等の条件下でも、利用者受信機が可視衛星（さらには精度阻害の小さい可視衛星）を4機以上受信できる可能性が増大し、実際に日本では数十機が受信できている。GNSS Viewによると、例えば、2024年10月20日午前0時の東京で、仰角マスクが30度の場合、米国のGPSだけだと4つの衛星しか見えないが、GPS・GLONASS・ガリレオ・北斗・みちびきを使用すると32個の衛星が見える。更に、2020年頃から、L1周波数だけでなく、L5周波数なども使用するマルチバンドGNSSも普及し、測定精度が向上した。
航法衛星システムの構築と維持には多額の経費が掛かるため、特定の国家や軍が関与する割合が高い。また利用者にとって、特定の1つの航法衛星システムだけに頼って永続的なサービスの受益を期待することには不安が付きまとう。例えば、GPSは、航法衛星の長期運用の優れた技術を有しているが、その反面、寿命リスクが高まるぎりぎりまで衛星の更新を遅らせる傾向も見られ、利用者の立場では信頼度低下及び衛星数減少の不安も若干生じている。
ただし上記の複数の航法衛星システムは互いに独立して運用されており、軍用/民間用の種別や有料/無料の種別や使用周波数帯を含めた電波特性や基準系、時系、信号構造、コードも含めて、ほとんどが異なる仕様に基づいているため、共用受信機の設計においてはそれぞれの仕様を取り込む必要がある。
しかし、2010年代以降に計画されている米国のGPS Block III 衛星及び欧州のガリレオ衛星については、そのL1C信号の仕様について相互運用性が確保されており、共用受信機の設計は容易である。したがって両システムが稼働すれば利用者にとってあたかも現状の2倍すなわち50機以上の航法衛星を持つ全地球航法衛星システムとして利用できることが期待され、特に都市ビル街など天頂方向しか空が開けていない場所での可視衛星数の増加に劇的に寄与する。なお、日本のみちびきの航法衛星（現在は4機体制、将来的に7機体制を計画）は米国のGPSと統合運用を前提に設計されており、従って共通化されたL1C信号を送信するので上記の衛星群（50機以上）に加えて利用できる。
ただし信号共通仕様化がそれほど完全でなくても、各国の航法衛星システムの航法信号は中心周波数の共通化（L1周波数及びL5周波数）、共存性の確保、CDMA方式の採用、変調帯域幅のおおよその共通化、及びこれらの信号の民生使用開放が行われる見通しであり、多数の航法衛星システム信号に対応し100機以上の航法衛星に対応可能な安価な受信機も作り易く、現代では普及している。
2011年現在、一般向けのGPS受信機（L1周波数）もGPS, GLONASS, SBAS, みちびき対応のICチップの発表が始まっている。iPhone 4S にもQualcommの MDM6610 が搭載され、衛星測位の受信機機能を担っている。

## NEYRPIC ACS 450
NEYRPIC ACS 450はアルストム社が開発した衛星追跡システムでLバンドからKuバンドの帯域の周波数をカバーする。走行中の車両から正確に赤道上に位置する任意の静止衛星にパラボラアンテナを向ける事が可能である。

## Enhanced GPS
GSMとW-CDMA携帯電話でGPS信号を組み合わせることによってより高精度に短時間で位置情報を提供する事が出来るシステム。

## ハイブリッド測位システム
異なる規格の複数の測位システムを使用してより高精度に測位する。

## ローカルエリア航法補強システム (LAAS)
GPS信号を受信することによって着陸を支援するシステム。着陸支援設備の整備されていない空港で視界の悪い状態で従来であれば着陸を断念しなければならなかったような気象状況においても従来よりも高精度で進入、着陸することが出来る。また、着陸支援設備が災害等で被害を受けた場合や未整備の地域でも効果を発揮する。

## 関連する別の技術

### DORIS
Doppler Orbitography and Radio-positioning Integrated by Satellite (DORIS) はフランスの精密測位システムである。他のGNSSシステムと異なり、軌道位置を正確に決定するために世界中の地上静止送信局に基づいており、受信機は衛星にある。光学リモートセンシング衛星やレーダー高度計・合成開口レーダーを搭載する衛星の軌道位置を決定するのに用いられている。またトランシット衛星を用いる測量と本質的に同じ原理で地上送信局の測位ができる。